# Ясенки (Гомельская область)
Ясенки (бел. Ясянкі) — посёлок в Рассветовском сельсовете Добрушского района Гомельской области Республики Беларусь.

## География

### Расположение
В 11 км на юго-восток от районного центра и железнодорожной станции Добруш (на линии Гомель — Унеча), 39 км от Гомеля.

## Транспортная сеть
Транспортная связь по просёлочной, затем по автомобильной дороге Гомель — Клинцы. Планировка состоит из короткой меридиональной улицы, застроенной деревянными домами.

## История
Основан в начале XX века переселенцами из соседних деревень. В 1926 году в Новопутском сельсовете. В 1930 году жители вступили в колхоз. Во время Великой Отечественной войны в сентябре 1943 года оккупанты полностью сожгли посёлок. В 1959 году в составе агрокомбината «Новый путь» (центр — деревня Иговка).

## Население

### Численность
- 2004 год — 13 хозяйств, 21 житель

### Динамика
- 1926 год — 16 дворов, 89 жителей
- 1940 год — 27 дворов, 126 жителей
- 1959 год — 88 жителей (согласно переписи)
- 2004 год — 13 хозяйств, 21 житель